# Марковска верига
Мàрковска верѝга в теорията на вероятностите, е Марковски процес, който приема стойности от дискретно множество, наречено пространство на състоянията, като стойността му се изменя във фиксирани моменти от времето. Казва се, че Марковската верига е в определено състояние. Пространството на състоянията може да бъде крайно или безкрайно, но изброимо множество. Това е една от разновидностите на случаен процес.
Въпреки че, Марковските вериги се използват за описване на процеси, чиито стойности се променят в точно определени моменти от времето (разделени на равни интервали от време или не), самият модел не зависи от времето, а само от това, колко пъти е бил активиран, т.е. броя тактове.